# Ferrari Portofino
Ferrari Portofino (Type F164), автомобиль класса Gran Turismo, разработанный итальянским автопроизводителем Ferrari. Является двухдверным 2+2 кабриолетом. Автомобиль назван в честь итальянской деревни Портофино и является преемником предыдущего автомобиля компании класса Gran Turismo, Ferrari California T с V8. Был представлен на автосалоне во Франкфурте в 2017 году.

## Представление
Ferrari Portofino был представлен на Итальянской Ривьере в деревне Портофино двумя эксклюзивными вечерами 7 и 8 сентября 2017 года, на которых присутствовали Пьеро Феррари, Серджо Маркьонне, Себастьян Феттель и Джанкарло Физикелла. Он также был показан в Маранелло 9 и 10 сентября во время празднования 70-летия Ferrari.
К концу 2017 года Portofino также был представлен в Азии, а именно в Китае и Японии, так как Китай является крупным рынком для автомобилей. В Японии автомобиль был впервые анонсирован в частном порядке в ноябре, до официального дебюта в феврале 2018 года. Цены в Японии начинаются с 25 300 000 иен. Цены в США начинаются с 215 000 долларов.
В Гонконге Portofino был представлен в конце марта 2018 года, это третий раз в истории Ferrari представление нового автомобиля в престижном отеле города Peninsula (Enzo в 2003 году, затем FF в 2010 году). В отличие от предыдущих случаев, когда представление транспортного средства происходило только в одной части вестибюля на первом этаже, представление Portofino занимало всю площадь первого этажа отеля, где несколько других моделей Ferrari были припаркованы за пределами зоны представления, также было применено креативное освещение с логотипом Ferrari в виде гарцующего коня на наружных стенах отеля. Была представлена китайская модель с левым рулем, которая имеет отображение меню на упрощенном китайском языке, что является редким ходом для Ferrari, поскольку не все китайскоязычные азиатские регионы получат меню на китайском языке. Цены на Portofino в Гонконге (по состоянию на апрель 2018 года) начинаются с 3,5 млн гонконгских долларов, а поставки запланированы на конец года. Модель с правым рулем была впервые обнаружена на городском мероприятии по представлению Ferrari 488 Pista в конце июня 2018 года.

## Техническое описание
Portofino стремится достичь того же баланса между легким в управлении автомобилем GT и типичным спортивным автомобилем Ferrari, который был установлен его успешным предшественником с V8, California. Он несет ту же философию, что и его предшественник, но теперь он более утонченный и гибкий, благодаря новому дизайну и техническим элементам. Кузов Portofino имеет коэффициент аэродинамического сопротивления, равный 0.312.

### Шасси
Шасси Portofino изготовлено из 12 различных алюминиевых сплавов, большая часть его компонентов теперь интегрирована. Передняя стойка его предшественника состояла из 21 отдельного компонента, но здесь представляет собой единый элемент. Полые отливки позволяют повысить жесткость конструкции, увеличив её на 35 % по сравнению с шасси California T.

### Вес
Снижение веса было в центре внимания во время разработки Portofino. Инженерам Ferrari удалось снизить вес за счет силового агрегата, конструкции приборной панели, систем кондиционирования и отопления, а также электронных систем автомобиля, в результате чего вес автомобиля составил 1664 кг, что на 80 кг легче California T.

### Двигатель, трансмиссия и характеристики
Двигатель Portofino — V8 F154BD с двойным турбонаддувом и объёмом 3855 см³. (3,9 л), такой же, как у GTC4Lusso T, но выдает слегка уменьшенную мощность 600 л. с. (441 кВт) при 7500 об/мин и 760 Н·м крутящего момента при 3000-5250 об/мин. Изменения в двигателе включают повышение давления в камере сгорания на 10 %, переработанные шатуны и поршни и цельные литые выпускные коллекторы. Автомобиль сохраняет 7-ступенчатую коробку передач с двойным сцеплением от предшественника, но оснащен новым программным обеспечением, позволяющим быстрее переключать передачи. Система выпуска была доработана, чтобы придать автомобилю характерное звучание, сохраняя при этом свой обычный звук GT, с регулируемым электрическим перепускным клапаном, который контролирует звук двигателя в соответствии с условиями движения. Разгон 0-100 км/ч у Portofino составляет 3,5 сек, 0-200 — 10,8 сек, а максимальная скорость — 320 км/ч (199 миль/ч).

### Подвеска и рулевое управление
Portofino оснащен магнитореологическими амортизаторами, унаследованными от California, с улучшенным программным обеспечением для поддержания хорошего качества езды даже при более жесткой подвеске, по сравнению с California. Как и в случае 812 Superfast, у Portofino имеется электроусилитель руля. Как система подвески, так и рулевое управление становятся более отзывчивыми, когда автомобиль находится в спортивном режиме.

### Интерьер
Интерьер Portofino был разработан с учётом пожеланий различных клиентов. Задние сиденья имеют увеличенное пространство для ног (на 5 сантиметров), а информационно-развлекательная система является более продвинутой и простой в использовании, с 10,2-дюймовым дисплеем на центральной консоли с функцией Apple CarPlay, как и у California T. Система кондиционирования также была усовершенствована и теперь работает на 25 % быстрее и на 50 % тише, чем в California.

## Награды
9 июля 2018 года Ferrari получила награду Red Dot: Best of the Best за инновационный дизайн Portofino. Международная судейская коллегия заявила, что автомобиль «воплощает впечатляющий эволюционный прогресс» и «завораживает захватывающим языком дизайна», а элегантность автомобиля «еще больше подчеркивается бескомпромиссным качеством материалов и изготовления».
Он получил премию "Лучший автомобиль 2022 года класса кабриолеты и родстеры люкс в России"